# Тахво
Та́хво (фин. Tahvo) — финское мужское имя. Вместе с Тапани (фин. Tapani) возникло под влиянием шведского Стаффан (швед. Staffan).
Вошло в обращение в 1870 годах. В 1950 году внесено в Альманах финских имён.
С 1900 по 2009 год именем Тахво было названо 892 человека. Именины празднуются 26 декабря.